# Rémy Ollier

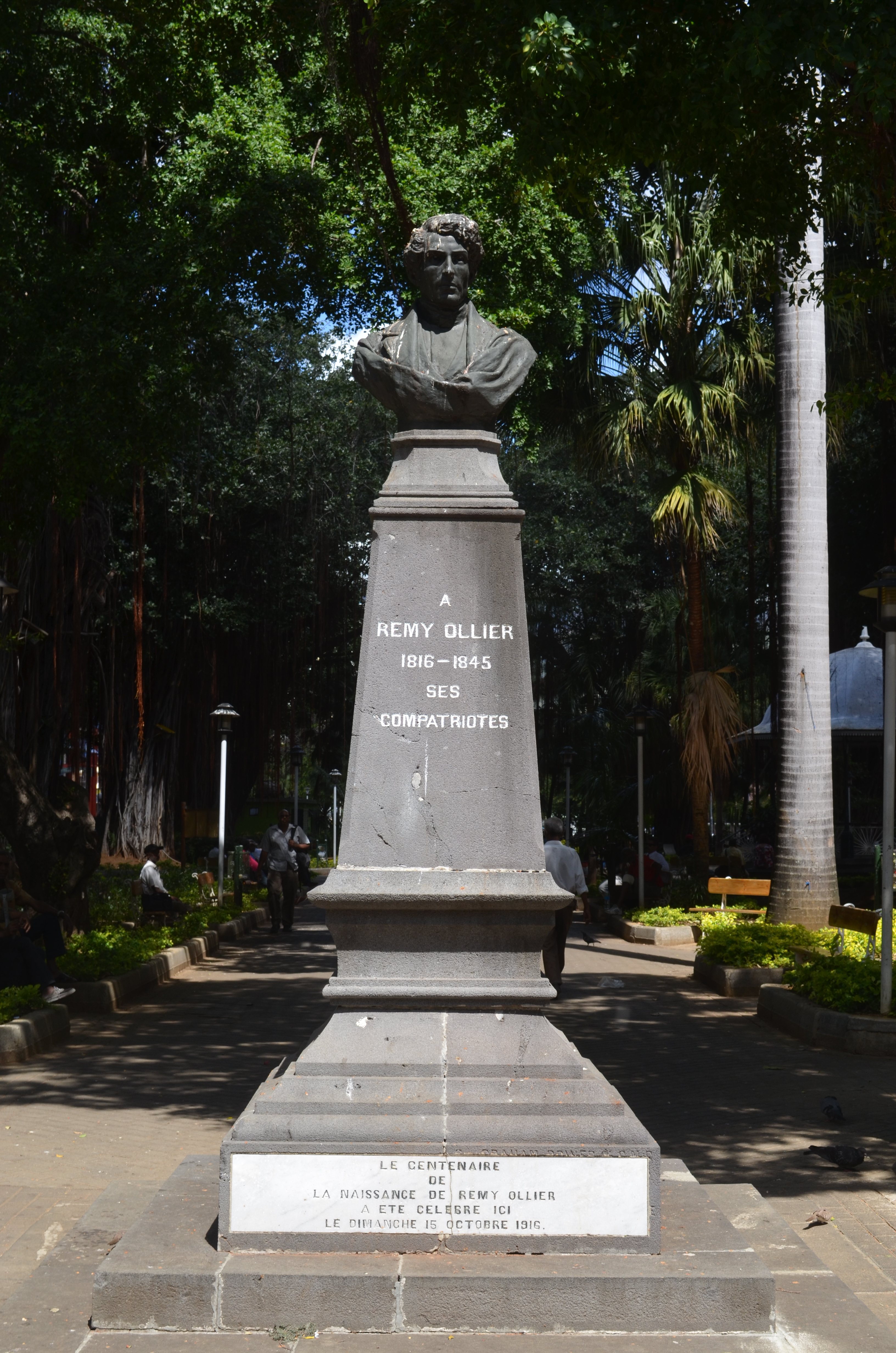
Denkmal für Rémy Ollier, Jardin de la Compagnie, Port Louis

Rémy Ollier  (* 6. Oktober 1816 in Mahébourg; † 26. Januar 1845 in Port Louis) war ein Journalist, Autor und politischer Aktivist in Mauritius.

## Familie
Rémy Ollier war der Sohn von Benoît Ollier, einem französischen Hauptmann der Artillerie, der sich um 1799 in Beau-Vallon bei Mahébourg niedergelassen hatte, und Julie Guillemeau, einer freigelassenen Sklavin. Rémys Vater besaß Sklaven.

## Leben
Rémy Ollier verbrachte eine unbeschwerte Kindheit und war ein guter Schüler, der sich vor allem für Literatur interessierte. Tief beeindruckt wurde Ollier durch den Konflikt im Jahr 1832 zwischen dem Abolitionisten John Jeremie, der von der britischen Regierung entsandt worden war, um die Sklaverei zu beenden, und den französischen Sklavenhaltern auf Mauritius. Als Ollier 16 Jahre alt war, starb sein Vater. Die Familie zog in die Straße in Port Louis, die heute seinen Namen trägt. Rémy musste sein Studium abbrechen und eine Stelle als Lehrling in einer Sattlerei annehmen. 1838 heiratete er Louise Adrienne Ferret. Das Paar hatte zwei Kinder. 1841 gründete das Paar eine Schule in der Rue d'Entrecasteaux in Port Louis. Rémy arbeitete außerdem als Französischlehrer in den Schulen von Port Louis.
Mit 21 Jahren wurde er zum Wortführer in der Emanzipation der Farbigen (Gens de Couleur). Da die Zeitungen von der Oligarchie der Zuckerrohrpflanzer kontrolliert wurden, gründete Ollier gemeinsam mit Mitstreitern im April 1843 die Wochenzeitung La Sentinelle de Maurice. La Sentinelle wurde parallel zur englischsprachigen Zeitung The Mauritius Watchman herausgegeben.
In seinen Schriften setzte er sich beharrlich für die Gleichberechtigung der Farbigen als britische Untertanen ein. Gemeinsam mit Edward Baker, seinem Partner bei der Zeitung Sentinelle, richtete er 1843 eine Petition an Königin Victoria, in der er die Wahl farbiger Abgeordneter forderte. Dadurch hoffte er die Loyalität seiner Bevölkerungsgruppe gegenüber der britischen Krone zu stärken.
Mit seiner Kritik an den unmenschlichen Haftbedingungen und der Todesstrafe konnte er gewisse Verbesserungen erzielen. Als die von der weißen Pflanzeroligarchie geführte Zeitung Le Cernéen wegen angeblicher Verleumdung angeklagt wurde, verteidigte Ollier seinen politischen Gegner im Namen der Pressefreiheit. Trotz tätlichen Angriffen und Verhaftungen schrieb Ollier weiter.
Rémy Ollier gelang es, die englische Kolonialregierung davon zu überzeugen, das Stipendiensystem für nicht-weiße Bewerber zu öffnen, sodass 1844 die ersten beiden farbigen Studenten von Mauritius nach England reisen konnten.
Ollier starb mit nur 28 Jahren offiziell an einer Darmentzündung. Gerüchte über eine mögliche Vergiftung durch seine politischen Gegner kursieren bis heute; die Umstände seines Todes blieben ungeklärt.

## Nachruhm

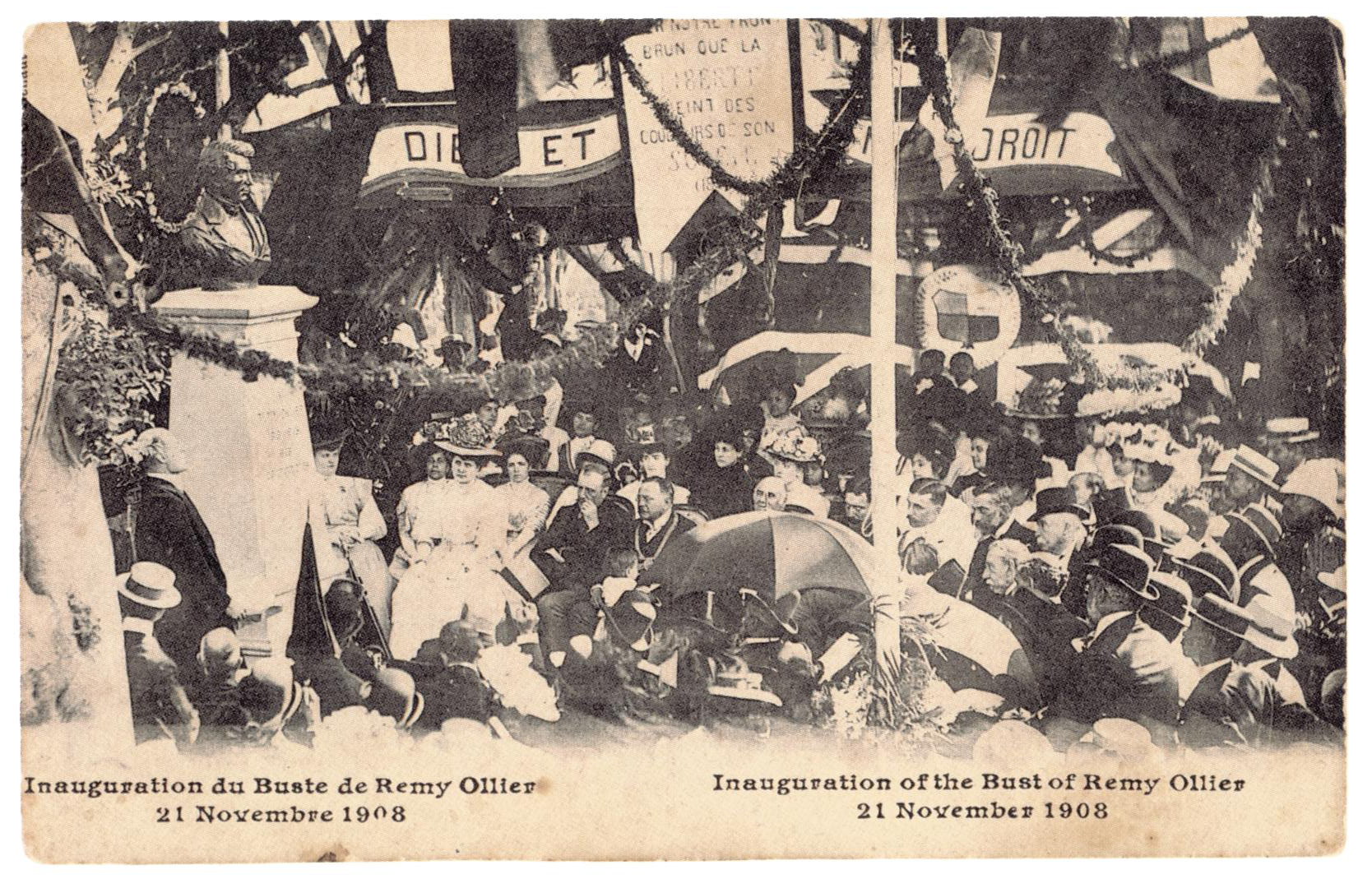
Einweihung einer Erinnerungs-Büste an Rémy Ollier 1908

In den meisten Städten und Dörfern von Mauritius gibt es heute eine Straße, die Rue Rémy Ollier oder Avenue Rémy Ollier heißt, und viele Schulen sind nach ihm benannt.
Eine Büste des Aktivisten wurden 1908 im Jardin de la Compagnie in Port Louis errichtet, wo acht Jahre später sein 100. Geburtstag gefeiert wurde.
Der mauritische Schriftsteller und politische Führer Basdeo Bissoondoyal nannte Ollier einen „Ghandiate before Gandhi“ (ein Ghandianer vor Ghandis Zeit).

## Bilder

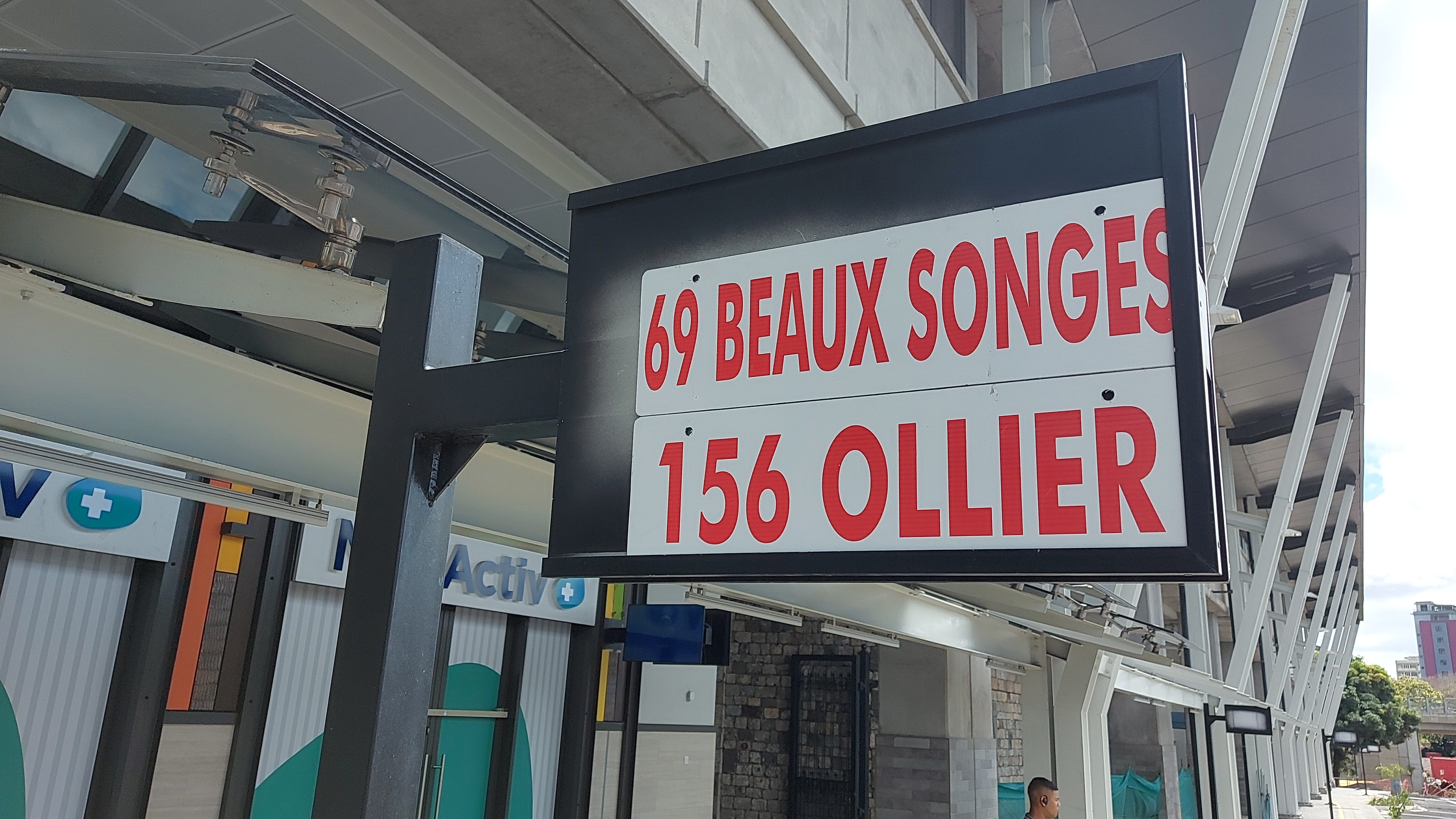
Die Buslinie 156 führt von Port Louis zum Rémy Ollier Depot in Vacoas.
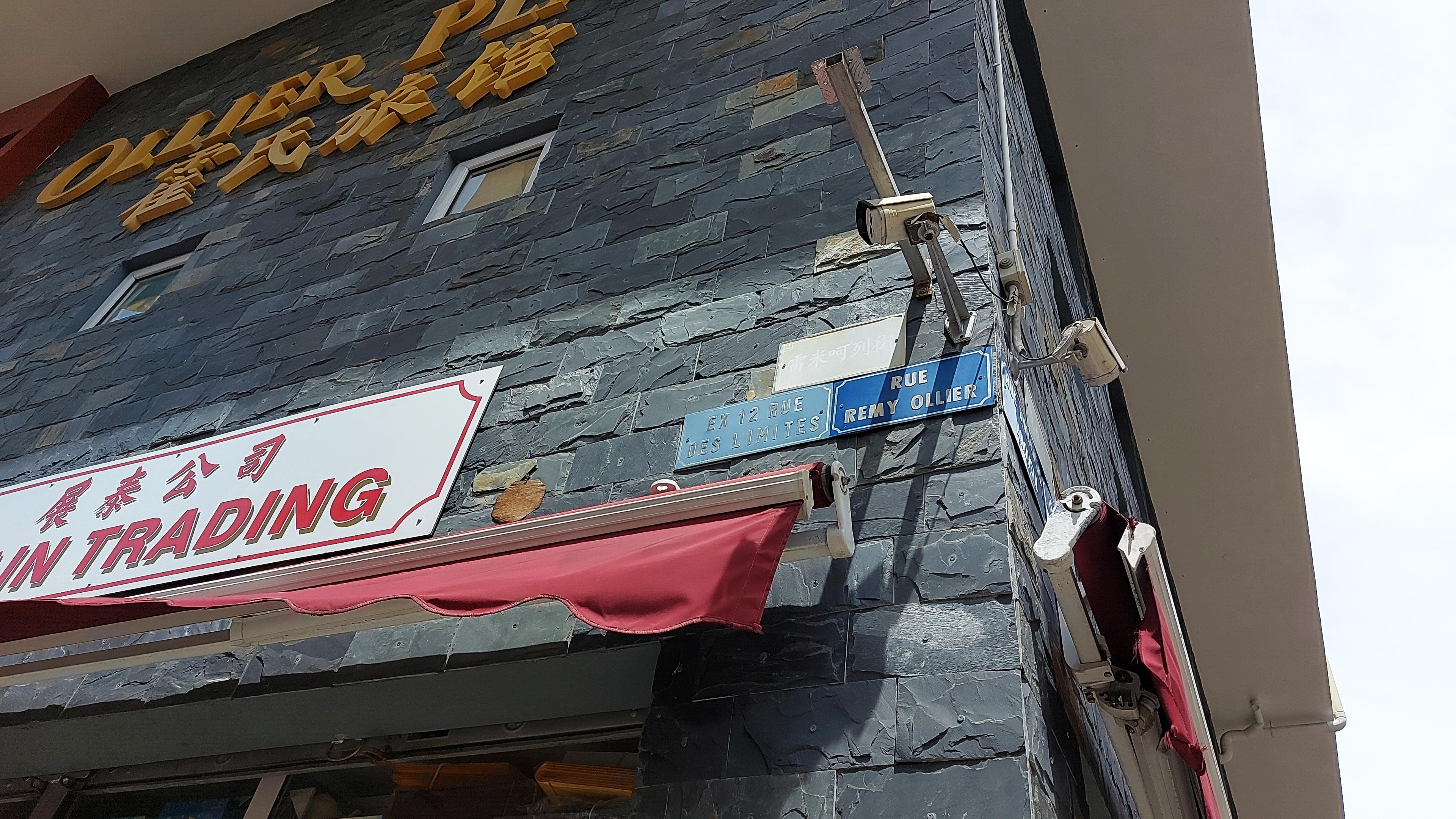
Die ehemalige Rue des Limites in Port Louis heißt heute Rue Rémy Ollier.
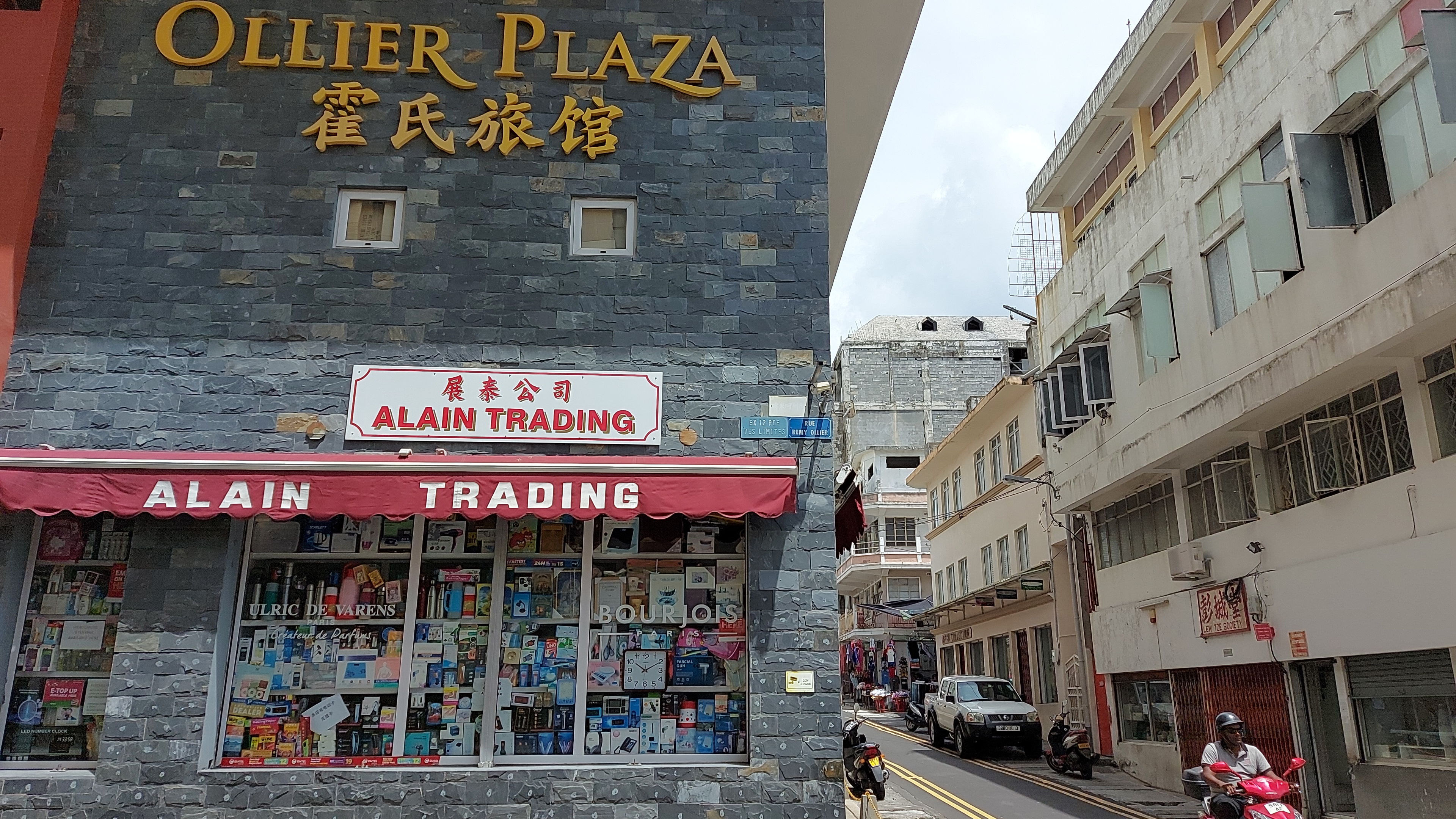
Ollier Plaza, ein Gebäude an der Rue Rémy Ollier.
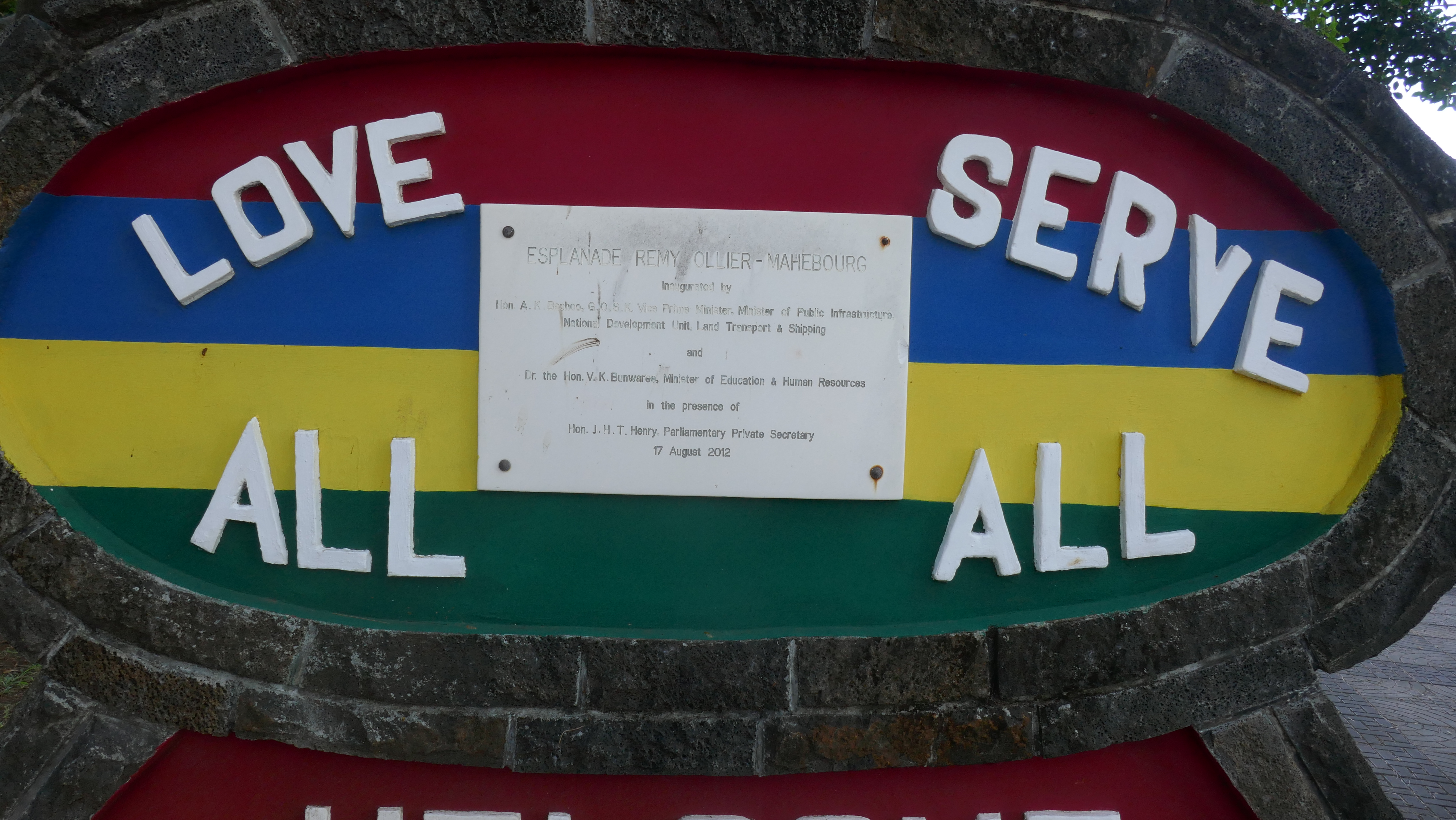
Die Rémy Ollier Esplanade in Mahébourg wurde 2012 eröffnet.
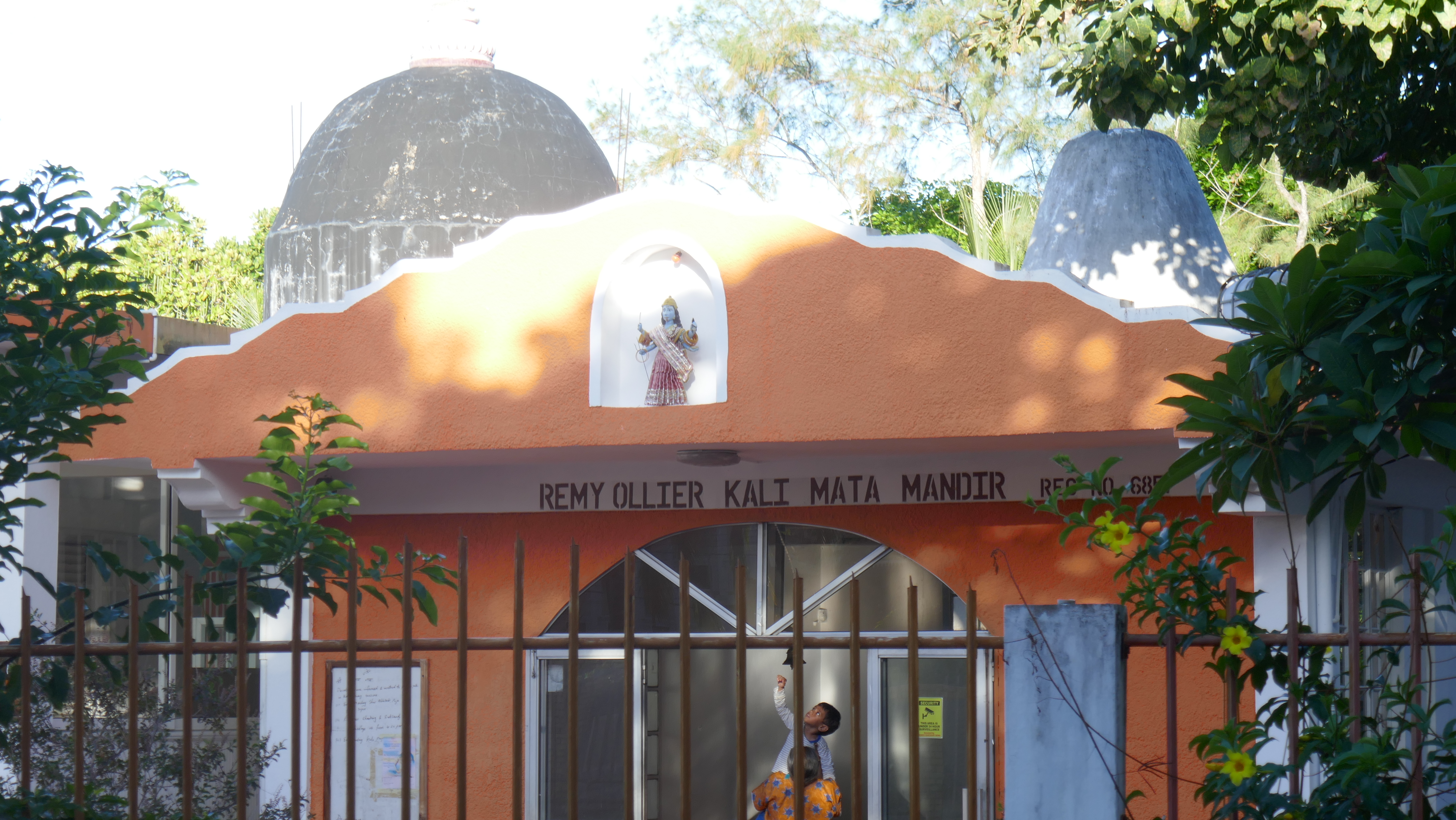
Der Hindutempel „Rémy Ollier Kali Mata Mandir“ befindet sich beim Rémy Ollier Square in Mahébourg.
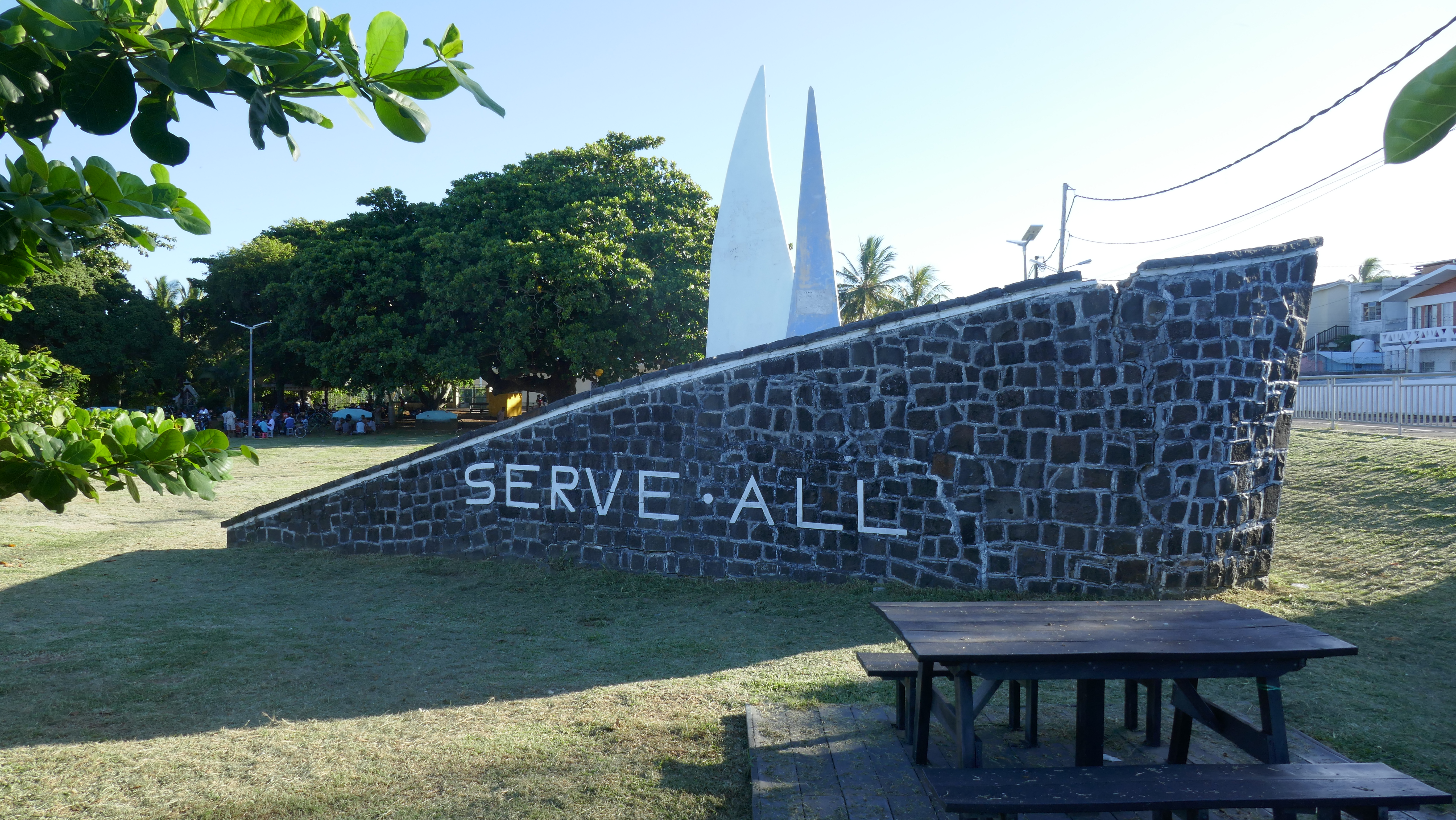
Das Rémy-Ollier-Denkmal in Mahébourg.
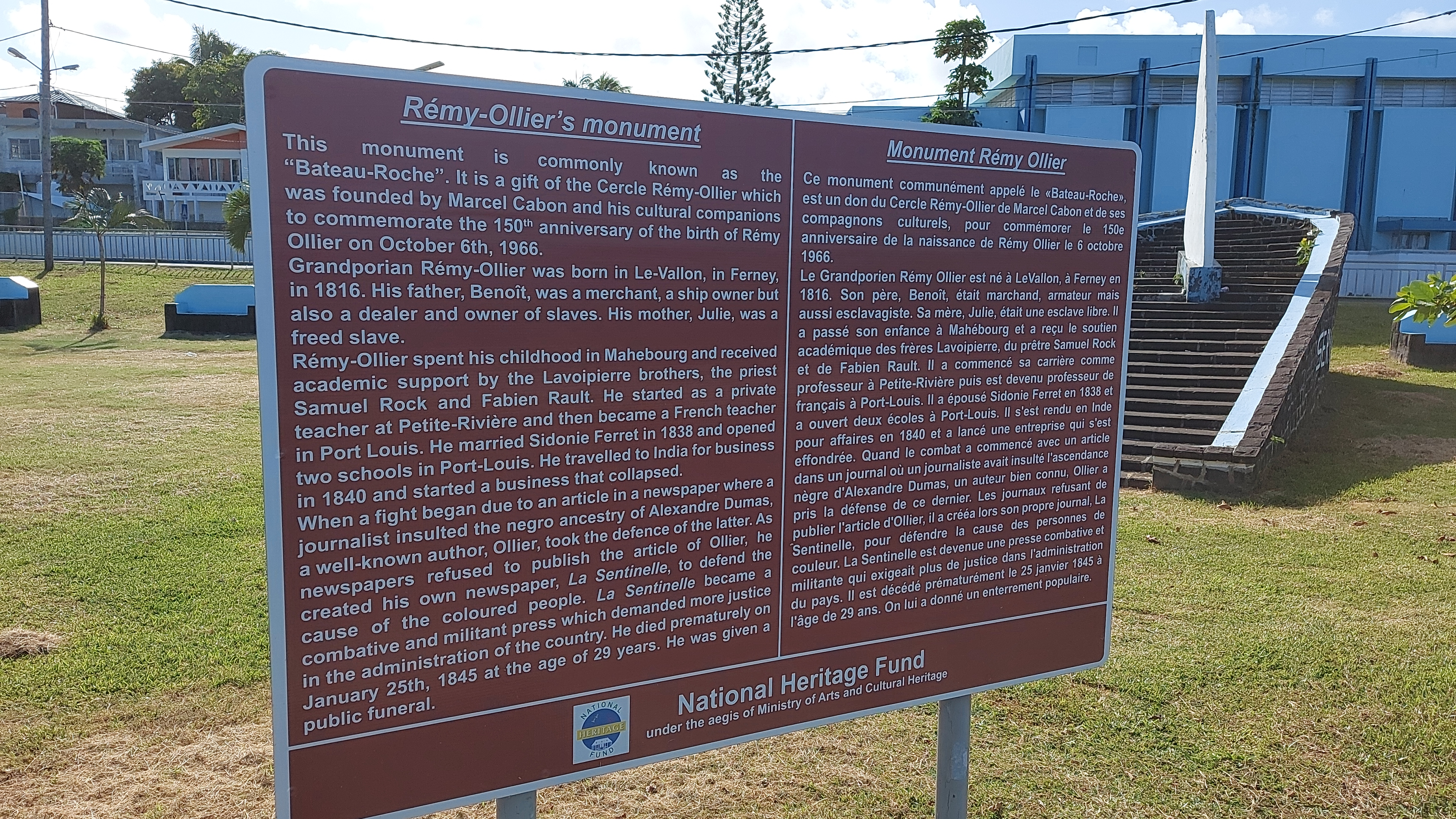
Schild, das die geschichtliche Bedeutung von Rémy Ollier erklärt, Mahébourg.